# Oliver Typewriter Company

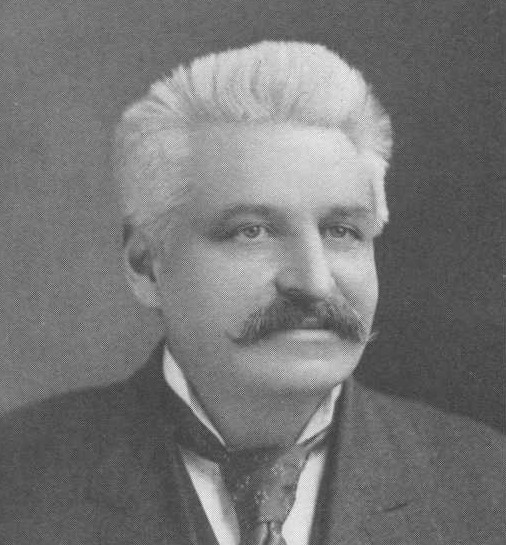
Thomas Oliver (ca. 1909)

La Oliver Typewriter Company, fondée en 1895, était un fabricant américain de machines à écrire basé à Chicago dans l'Illinois. La machine à écrire Oliver fut la première à permettre à son utilisateur de voir immédiatement le texte tapé au fur et à mesure de la progression de son travail. 
Le marché cible des machines à écrire Oliver était principalement les privés, pour un usage domestique, la stratégie de vente faisait appel à des distributeurs locaux et à la vente à crédit.  Oliver produisit plus d'un million de machines entre 1895 et 1928 et vendit des licences à plusieurs compagnies internationales[réf. nécessaire].

## Historique
Thomas Oliver, un révérend méthodiste canadien vivant à Iowa, commence la fabrication de sa première machine à écrire à partir de déchets de boîtes de conserve et du caoutchouc, en 1888, son but étant de copier des sermons lisibles pour son église. Les premiers brevets déposés par l'inventeur datent de 1891.
En promotion à Chicago, Thomas Oliver rencontre un partenaire financier et instaure l'Oliver Typeriter Company en 1895, en tant qu'une société par actions.  

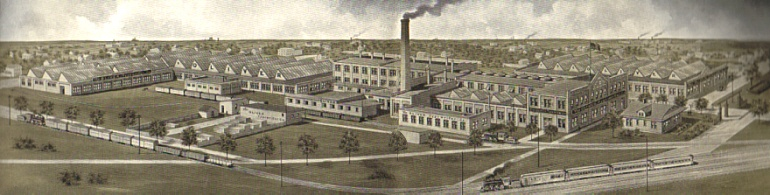
Usine de la Oliver Typewriter Company à Woodstock, Illinois

Initialement installée dans un bâtiment rues Clark et Randolph, la compagnie siège dès 1907 dans son propre immeuble, l'Oliver Builidng, conçu par le cabinet d'architectes Holabird & Roche au 159 North Deaborn Street et qui servira en tant que centre d'opérations jusqu'en 1926. Les machines sont fabriquées dans l'Oliver Factory, à Woodstock.
En 1909, alors qu'il allait présenter un prototype de machine à récolecter le cotton, Thomas Oliver meurt d'une crise cardiaque. 
Avant que l'entreprise adopte les ventes par correspondance, en 1917, ses succursales se situent à Baltimore, Buffalo, Cleveland, Kansas City, Minneapolis, New York, Omaha, St. Louis, San Francisco, Seattle et Washington. 

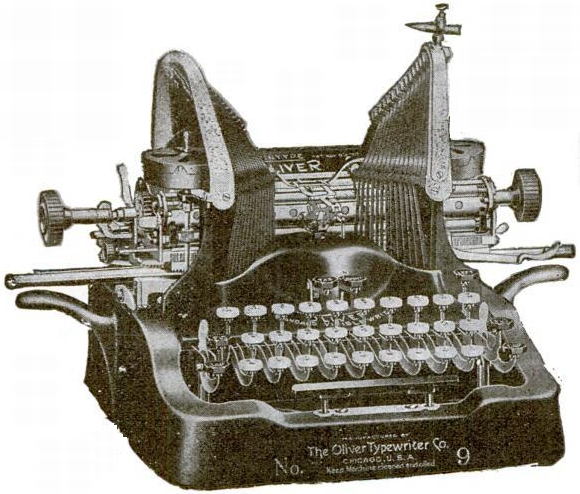
La machine Oliver Typewriter No. 9

En 1926, la compagnie est liquidée et devient la British Oliver Typewriter Company.

## Modèles
Modèles produits de 1896 à 1928 aux États-Unis.
| Modèle       | Années de production |
| ------------ | -------------------- |
| No. 1        | 1896 - 1897          |
| No. 2        | 1897 - 1901          |
| No. 3        | 1902 - 1907          |
| No. 4        | 1904                 |
| No. 5 et 6   | 1907 - 1914          |
| No. 7 et 8   | 1914 - 1915          |
| No. 9 et 10  | 1915 - 1928          |
| No. 11 et 12 | 1923 - 1928          |